# Scratch (musique)
Pour les articles homonymes, voir Scratch.

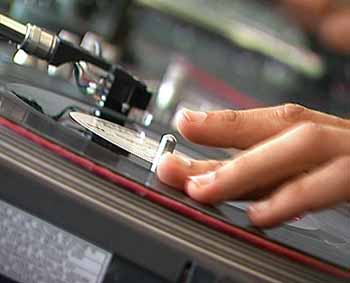
Scratching.

Le scratch (ou scratching) est un procédé consistant à modifier manuellement la vitesse de lecture d'un disque vinyle sous une tête de lecture de platine vinyle, alternativement en avant et en arrière, de façon à produire un effet spécial ; le son devient plus aigu lorsqu'il est accéléré et plus grave lorsqu'il est ralenti. En plus de cette manipulation du vinyle, une modification du volume (augmentation, réduction ou coupure) permet de donner un rythme à cette modulation. 
Est alors considéré que la main située sur le vinyle contrôle la hauteur du son (aigu ou grave), alors que la main située sur le crossfader de la table de mixage contrôle le rythme du son. Il existe énormément de techniques différentes de scratch et c'est une discipline encore en pleine évolution. Plusieurs techniques différentes associées sont appelées « combos ». Ces combos amènent les DJ (Disc jockey) à faire constamment évoluer cette pratique.

## Histoire

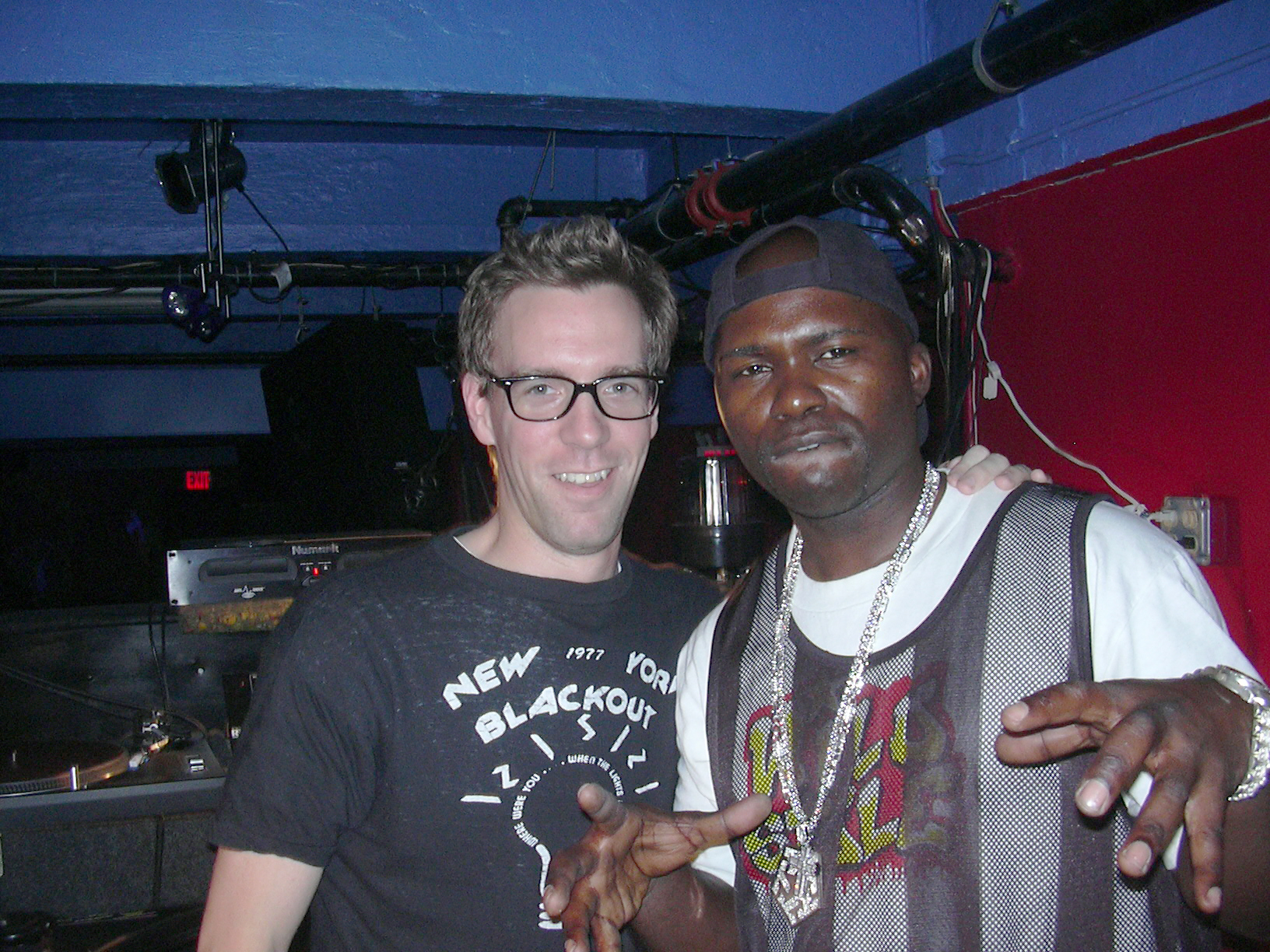
Grand Wizzard Theodore (à droite) est considéré comme étant le DJ à avoir développé la technique du Scratch.

Le premier morceau populaire de scratch est intitulé The Adventures of the Wheels of Steel de Grandmaster Flash (1981). Le titre qui a fait découvrir le scratch de Grand Wizzard Theodore au grand public est Rock It de Herbie Hancock (1983) avec Grand Mixer DXT aux platines. Un passage qui sert très souvent pour le scratch est la phrase « This stuff is really fresh » à la fin du morceau Change the Beat (en) de Fab Five Freddy.

## Matériel
- Amplificateur audio ou chaîne hi-fi, ainsi que de haut-parleurs ou enceintes.
- Platine à entraînement direct (magnétique) et non pas tourne-disque à entraînement par courroie (les marques Technics, Vestax, Numark, Stanton et Reloop sont conseillées[Par qui ?]), ou platine à entraînement direct avec crossfader et fader  (Vestax QFO).
- Tête de lecture ou needle, lisant dans les deux sens (les marques Shure et Ortofon sont conseillées[Par qui ?]).
- Disque de feutrine, ou slipmat, lorsque le vinyle et le plateau sont interposés afin que le vinyle puisse glisser suffisamment pour ne pas ralentir le plateau de la platine.
- Table de mixage, munie d'une tirette (crossfader) permettant de couper et/ou de sélectionner une piste sonore provenant d'une des platines.
- Casque, qui permet de choisir ses samples (échantillons) et de repérer des débuts de pistes à l'insu des auditeurs.
- Éventuellement des vinyles contenant des samples destinés au scratch et souvent appelés DJ tools. Des vinyles classiques font également l'affaire.
- Il existe des vinyles skipless, inventés par DJ Swamp, lesquels, grâce à un procédé de gravure à 133 bpm, permettent d'aligner le même son sur plusieurs sillons. Ainsi, quand la tête de lecture saute, elle retombe toujours au même endroit dans le son (par exemple au début), même si elle a changé de sillon. La durée du son est exactement de 1,800 secondes.
- Il existe aussi des vinyles « reverse » ou « inside-out » qui, grâce aux deux différents procédés de gravure inverse, permettent de « scratcher » dans le sens anti-horaire, si la platine est équipée de la fonction « reverse », inversant le sens de rotation du plateau. Ce type de vinyle permet à un utilisateur gaucher d'avoir la même technique de composition et le même confort qu'un droitier.

## Termes techniques notables
- Hand Control : rassemble toutes les « faderless scratches » ou scratch sans crossfader, justes par diverses impulsions, résistances et manipulation avec le vinyle. Il existe des techniques de « hand control » où les deux mains sont sur le vinyle (double laser, reverse bubble par exemple).
- Dragging : action de faire des aller-retour avec le vinyle (quelle que soit la vitesse, « Baby » ou « Scribble »).
- Orbit : moment précis ou est changé de sens lors d'un « dragging ». Un scratch est aussi appelé « orbit » lorsqu'elle est effectuée de manière identique à l'aller et au retour du sample. Un mouvement orbit est aussi nommé un mirror pattern.
- Hamster (scratcher en mode Hamster) : découvert accidentellement lors d'un mauvais branchement des platines droite et gauche (branchement inversé), un commutateur (hamster/normal) sera ensuite inclus par la marque Vestax dans ses tables de type PMC. Consiste à « scratcher » avec le crossfader inversé (crossfader à droite : coupe le son de la platine droite). Certains pensent que cela permet d'être plus rapide en « flares » et donne des « crabs » plus complets puisque le crossfader est ouvert dans les « orbits ». Ce mode de scratch sera largement démocratisé par DJ Qbert. La technologie d'inversion de la courbe sonore du crossfader et des potentiomètres s'est largement démocratisée et équipe la plupart des tables de mixages orientées scratch. Vestax et Rane sont les deux marques les plus appréciées par les DJ Turntablist.
- Pinch method : technique innovée par D-Styles (en) et DJ Qbert qui consiste à démarrer le crossfader ouvert et à le cliquer et le rouvrir très rapidement 2, 3 ou 4 fois en ayant un temps équivalent de son entre chaque coupures. Comme son nom l'indique, cette technique est comparable à un « pincement » rapide du crossfader qui émet alors une coupure plus « sèche ». Pour le « pinch-2 clics » (très utile pour les « 2 clics flare » rapides), certains comparent le mouvement à un double-clic de souris d'ordinateur.
- Crab style et Wrist style : plusieurs DJ considèrent que les « twiddles » sont des « 2 clics flare » et les « Crabs » des « 4 clics flare » (ce qui est techniquement juste). Mais tout bon praticien sait qu'il est beaucoup plus facile de faire de bons « twiddles » que de bons « 2 clics flares ». Pour pallier cette confusion, est alors dit d'un « flare » qu'il est « wrist style » lorsqu'il est effectué en « pinch method ».
- Crescent Scratches : elles ne peuvent être effectuées que sur des samples qui commencent de façon nette. Le « crescent » consiste à utiliser le silence précédant le sample lors du dragging pour simuler une coupure. Une « crescent scratch » a souvent plus de tempo que la même scratch effectuée sur le milieu du sample.
- Echoes ou Upfader Scratches : rassemblent toutes les techniques que l'on peut effectuer avec les potentiomètres de volume à la place du crossfader, en augmentant ou réduisant progressivement le volume du scratch.

## Techniques
- Baby (Faderless) : cette technique consiste à faire des aller-retours dans le sample de façon fluide et sur le tempo (en « crescent » ou pas).
- Scribble (Faderless) : même technique que le « baby » sauf que le « dragging » s'effectue sur une portion bien plus petite du sample et peut être comparée à un tremblement constant et fluide de la main posée sur le vinyle. Un « scribble » en « crescent » est plus rythmé.
- Chirp : Cette technique se commence avec le crossfader ouvert, et consiste à faire un baby scratch suivi d'une coupure en fin de course dans le son.
- Cutting (ou lâché) : cette technique, créée par DJ Grandmaster Flash, consiste à partir du début du sample et à lâcher le vinyle pour le laisser tourner et entendre le sample.
- Transform : cette technique est la plus basique. Elle consiste à ouvrir le crossfader à intervalle régulier et sur le tempo et ce, quelle que soit la vitesse et les variations du « dragging ». Il ne s'agit là pas de coupures (à la différence du flare), mais bien d'ouvertures avec un départ du son crossfader fermé. Largement associé à DJ Jazzy Jeff, son nom provient de sa ressemblance avec le son des robots du dessin animé Transformers des années 1980. « rescent » et de placer une coupure au moment de l'« orbit » de fin du sample (donc à l'opposé de la coupure faite par le « crescent ». C'est une des techniques les plus répandues et les plus utilisées en combos (Chirp-Flare, Chirp-Crab, Chirp-Twiddle, etc.)[1].
- Crab : plusieurs DJ conseilleront de « scratcher » en mode « hamster » pour avoir le crossfader ouvert au début ET à la fin du crab. Cette technique consiste à placer quatre coupures rapides en claquant successivement les doigts contre le crossfader en commençant par l'auriculaire et en finissant par l'index (le pouce faisant office de ressort). Son inventeur est DJ QBert[2].
- Twiddle : même technique que la précédente sauf que le majeur et l'index sont utilisés (le son produit est similaire au « two clics flare »).
- 1 clic flare : cette technique se commence crossfader ouvert. Elle consiste à placer une coupure au milieu de l'aller ou du retour d'un sample. S'il est placé à l'aller et au retour, c'est un « orbit 1 clic flare ». Le flare a été créé par Dj Flare[3].
- 2 clics flare : même technique que la précédente sauf que deux coupures sont placées à chaque aller et à chaque retour (existe aussi en 3 clics et en 4 clics)[4].
- Bubble (Faderless/Hand control) : consiste à tapoter le vinyle avec les doigts pour le ralentir brièvement lors d'un relâché de sample. Ce qui produit un son de « bulles » dans du liquide (d'où son nom !). Pour effectuer cette technique sur le retour du sample, les deux mains sont nécessaires (l'une « drag » le vinyle en arrière et l'autre le « tapote »).
- Phasings ou Stubs (Faderless/Hand control) : consiste à toucher brièvement le vinyle avec le pouce ouvert (de l'autre côté du centre du vinyle) et permet de placer une ou plusieurs pauses sur un aller ou un retour (peut être effectué avec quasiment toutes les techniques de coupure au crossfader : Le « Phasing 2 clics flare » est un combo très répandu).
- Woodpecker (Faderless/Hand control) : consiste à taper rapidement sur le poignet de la main de dragging pour amener une modulation du son.
- Laser (Faderless/Hand control) : consiste à lancer (avec le majeur) rapidement et en rythme le vinyle d'avant en arrière sans sortir du sample, est souvent utilisé en « echoes ».
- Tears (Faderless/Hand control) : consiste à placer un ou plusieurs arrêts (très cours) sur un aller ou un retour, puis repartir à la même vitesse qu'avant l'arrêt. Par exemple, un « Tears two clics flare » consiste à placer deux coupures de crossfader entre chaque arrêts d'un aller ou d'un retour.
- Beat Juggling ou Pass-Pass (jonglage de beat) : ce n'est pas une technique de scratch mais une branche du Deejaying/Turntablism. C'est l'action de recréer une rythmique différente à partir de plusieurs vinyles (identiques ou pas) en coupant, modulant et répétant des parties des samples originaux. Avant l'utilisation du vinyle « reverse », les deux platines avait un sens horaire. Depuis, et selon les préférences et le confort du DJ, l'on peux voir la platine de gauche tourner dans le sens anti-horaire et la platine de droite tourner dans le sens horaire ou encore complètement l'inverse.
- Drumming : ce n'est pas à proprement parler une technique de scratch mais une branche du Turntablism qui consiste à recréer différents motifs rythmiques à partir de sons de batteries échantillonnés (kick, hi-hats, caisses claires, percussions…).